# Modibo Kane Doumbia
Pour les articles homonymes, voir Doumbia.
Modibo Kane Doumbia est un homme politique malien, membre du Rassemblement pour le Mali (RPM). 
Il est enseignant-chercheur et promoteur d'écoles à Kayes et à Bamako.
Après avoir perdu au second tour lors des élections législatives maliennes de 2013, il devient député à l'Assemblée nationale après avoir été élu lors des élections législatives maliennes de 2020. L'Assemblée nationale est dissoute le 19 août 2020 après un coup d'État.
En mars 2021, il est élu président de la toute nouvelle Association Indépendante des Promoteurs d’Ecoles Privées Agréées du Mali (AIPEPAM).